# Arnal Ballester
Arnal Ballester (Barcelona, 1955) es un ilustrador y profesor de Ilustración español.

## Biografía
Tras licenciarse en Historia en la Universidad Autónoma de Barcelona comenzó su carrera como humorista gráfico y como ilustrador para la editorial de juegos de rol y de tablero Joc Internacional, aunque hoy en día se le conoce particularmente como ilustrador de libros y álbumes para niños.
Su carrera de dibujante comienza a principios de los años 70 en la prensa gráfica de humor. Trabajó por ejemplo, entre 1972 y 1976, para las revistas El Papus y Por Favor.
En 1987 Ballester empieza a firmar un gran número de portadas e ilustraciones interiores para las publicaciones de Joc Internacional. Firma las portadas y diseña el logotipo de la revista Líder desde el número uno, lanzado por Joc en noviembre de 1987. Diseña además el logotipo de la editorial así como el de la versión en castellano del juego de rol Stormbringer. Desde las segundas JESYR (Jornadas de Estrategia Simulación y Rol, en octubre de 1987) se encarga, hasta 1997, de diseñar los carteles de reclamo de las jornadas, rebautizadas en Día de JOC a partir de 1994. En 1989 es también el autor de las versiones en español de las pantallas de juego de los juegos de rol RuneQuest (pantalla publicada junto al suplemento El Señor de las Runas) y La llamada de Cthulhu (publicada junto al suplemento El guardián de los arcanos) y en 1990 ilustra la cubierta y las páginas interiores del primer juego de rol de autoría española, Aquelarre, diseñado por Ricard Ibáñez.
A partir de 1992 empieza a distanciarse de Joc Internacional y del mundo de los juegos de rol para orientarse hacia la ilustración de libros para niños con la serie Los artísticos casos de Fricandó, cuyo primer número, La boca risueña, es recompensado al año siguiente (1993) con el Premio a las mejores ilustraciones infantiles y juveniles. En 2008 vuelve a ganar el mismo premio, que en ese año el Ministerio de Cultura había rebautizado como Premio Nacional de Ilustración.
Arnal Ballester es actualmente profesor de ilustración en la Escuela Massana de Arte y Diseño de Barcelona y ha puesto imagen a innumerables autores, desde Eduardo Polo a Mariasun Landa o Miquel Obiols, y publicado libros propios, como No tinc paraules. Su estilo es básicamente abstracto, con imágenes quebradas.

## Obra

### Prensa satítirica
- El Papus, Por Favor (1972-1976)

### Diarios
- Mundo Diario (1976)
- Diario de Barcelona (1987)
- El Periódico (1987)
- La Vanguardia (1991-1992)
- El Mundo (1999-2000)
- El País (1999-2000)

### Revistas
- Líder (1987-1992)
- Ser Padres hoy (1993-1996)
- Integral (1995-1997)
- Man (1998)
- Península (1999)
- Altair (1999-2000)
- ICON (2000)

### Carteles
- JESYR (1987-1991)
- Dia de JOC (1994-1997, continuación de las JESYR)

### Juegos de rol
- El Señor de las Runas (1989, un suplemento para RuneQuest)
- El guardián de los arcanos (1989, un suplemento para La llamada de Cthulhu)
- Aquelarre (1990)

### Ilustración editorial
Entre sus más de 50 títulos pueden citarse los siguientes ejemplos:
- Los artísticos casos de fricandó (1992-1996)
- No tinc paraules (1998)
- Bestiarara (2003)
- Chamario (2004)

## Galardones
- Premio a las mejores ilustraciones infantiles y juveniles (1993)
- Premio al Ilustrador del Año de la Feria de Bolonia-UNICEF (1993)
- Premio de la Crítica Serra d’Or (1995)
- Premio Nacional de Ilustración (2008)